# 赵烽
赵烽（1918年—1990年），女，河南开封人，中国政治人物，曾任中国社会科学院党委常委，第三届全国人大代表，第五、六、七届全国政协委员。